# Brunon Karnath
Brunon Karnath (ur. 4 marca 1912 w Lidzbarku Warmińskim, zm. 30 marca 1984) – polski bokser i trener pięściarstwa.
Z boksem zapoznał się w okresie międzywojennym, trenując w klubie Olimpia Grudziądz. Podczas swojej zawodniczej kariery stoczył 46 walk, z czego 35 wygrał, 3 zremisował i 8 przegrał. Po jej zakończeniu został wybitnym trenerem boksu w klubach gdańskich (Wybrzeże, Gedania, Polonia). Został bliskim współpracownikiem Feliksa Stamma, szkolił wielu wybitnych pięściarzy, reprezentantów Polski.